# Туз (фильм)
«Туз» (в прокате также называется «Ас») — итальянский комедийный кинофильм c Адриано Челентано в главной роли.

## Сюжет
Туз — гениальный карточный игрок. Нет человека на свете, который обыграл бы Туза. Женившись, Туз пообещал оставить карты, но не выдерживает. Он сбегает от жены в первую брачную ночь в излюбленный клуб, где выигрывает огромную сумму денег у другого известного игрока — Марсельца. По дороге домой Туза убивают. Но Туз — добрый человек. Он не может оставить свою вдову и он возвращается на землю в виде призрака, чтобы помочь Сильвии выйти замуж и устроить жизнь. Только Сильвия может его видеть и слышать, остальные не замечают Туза. 
Туз не разрешает бывшей супруге работать и предлагает Сильвии несколько вариантов, но ни один не устраивает её. Вдова никак не может забыть и разлюбить усопшего супруга. В итоге Туз останавливается на кандидатуре банкира Луиджи Моргана. Сильвии он не слишком нравится, она нехотя соглашается, однако брак расстраивается в последний момент. Тузу даже из загробного мира удается разоблачить Бретелло — того, кто нанял его убийцу. В концовке Туз замечает за одним из покерных столов нового игрока очень похожего на него и лихо блефующего в его стиле. Сильвия увлекается молодым человеком и в ту же секунду призрак Туза покидает бренную землю. На небесах его удостаивает аудиенции сам Бог и предлагает сыграть партию в покер. Туз проигрывает и договаривается о реванше через 3000 лет.

## В ролях
- Адриано Челентано — Туз, новый игрок, Бог
- Эдвиж Фенек — Сильвия, жена Туза
- Ренато Сальватори — Бретелло, хозяин бара
- Пипо Сантонастазо — банкир Луиджи Морган
- Сильва Кошина — Энрикетта
- Элизабетта Вивиани, Каролина, официантка
- Джанни Маньи — убийца

## Съёмочная группа
- Режиссёры — Кастеллано и Пиполо
- Сценаристы — Кастеллано и Пиполо
- Оператор — Данило Дезидери
- Композитор — Детто Мариано